# 不可逆過程
熱力学において、不可逆過程（ふかぎゃくかてい、irreversible process）は、可逆過程の対義語。
高温物体と低温物体を接触させると等温になるが、その逆は起らないため、この過程は不可逆（ふかぎゃく、irreversible）であると言える。
全体の平衡（equilibrium）が保たれながら行われる過程が可逆過程であるのに対して、平衡に向かう過程が不可逆過程である。

## 例
- 老化 - 可逆過程であるとする異論が存在する
- 死
- 時間
- 有限温度差の熱伝達
- 摩擦
- 塑性変形
- 抵抗を通過する電流
- ヒステリシスのある磁化または分極
- 流体の無制限な膨張
- 自発的な化学反応
- 様々な組成・状態の物質の自発的な混合

## 関連文献
- 一柳正和：「不可逆過程の熱力学入門」、講談社サイエンティフィク、ISBN 978-4-06-153219-9 (1995年11月20日).
- 一柳正和：「不可逆過程の物理：日本統計物理学史から」、日本評論社、ISBN 4-535-78266-0 (1999年7月20日).